# Конюфца, Глаук
Глаук Конюфца (алб. Glauk Konjufca; род. 25 июля 1981, Приштина) — косовский активист, журналист и политик, философ
 по образованию. Член партии «Самоопределение». Действующий спикер парламента Косова с 22 марта 2021 года. В прошлом — временно исполняющий обязанности президента Республики Косово (2021), министр иностранных дел Республики Косово (2020), спикер парламента (2019—2020).

## Биография
Потомок албанцев, изгнанных из Бойника в 1877—1878 годах. Изучал философию в Приштинском университете. Автор книги о Гегеле и других публикаций на философские темы.
Он работал заместителем директора организации «Центр по правам человека». В 2010 году избран депутатом парламента Косова от партии «Самоопределение». Коньюфка был одним из вице-президентов Ассамблеи Косово.
Спикер парламента Косова с 26 декабря 2019 по 3 февраля 2020 года.
3 февраля 2020 года получил портфель министра иностранных дел.
22 марта 2021 года избран спикером парламента, сменил Вьосу Османи. С 22 марта до 4 апреля временно исполнял обязанности президента Республики Косово.

## Личная жизнь
Женат, имеет одного ребенка.